# Waldo Machado da Silva
Waldo Machado da Silva (Niterói, 9 september 1934 - Burjasot (Spanje), 25 februari 2019) was een Braziliaans profvoetballer, beter bekend onder zijn spelersnaam Waldo. Hij was de oudere broer van oud-profvoetballer Wanderley Machado da Silva.

## Biografie
Waldo begon zijn carrière bij Madureira, een kleinere club uit Rio de Janeiro. Op 11 april 1954 tekende hij een contract bij Fluminense, op dat moment de grootste club van de stad. In 1956 werd hij topschutter van het Campeonato Carioca, dat hij in 1959 met de club won. In 1957 en 1960 won hij ook het Torneio Rio-São Paulo. In 1961 verliet hij de club en is tot op heden nog steeds de speler die de meeste doelpunten maakte voor de club. In juli 1961 ging hij naar Spanje om voor Valencia te spelen. Hij was de vervanger van zijn landgenoot Walter Marciano, die enkele dagen eerder op 29-jarige leeftijd omgekomen was in een autoaccident na een vriendschappelijke wedstrijd tussen Valencia en Fluminense. In september maakte hij zijn debuut voor de club en in zijn tweede wedstrijd tegen Real Oviedo kon hij al scoren. Op 19 november van dat jaar scoorde hij vier keer in de 6-2 overwinning op FC Barcelona. In de finale van de Finale Jaarbeursstedenbeker 1963, waar de club al de titelverdediger was, scoorde Waldo de gelijkmaker in de eerste wedstrijd tegen Dinamo Zagreb. De club won met 1-2 uiteindelijk en won ook de terugwedstrijd. In seizoen 1966/67 was hij met 24 goals topschutter van de competitie. In 1970 speelde hij nog één seizoen voor Hércules en beëindigde dan zijn carrière.
Hij speelde in 1960 vijf wedstrijden voor het nationale elftal.